# 1678년
1678년은 토요일로 시작하는 평년이다.

## 연호
- 오주(吳周) 소무(昭武) 원년
- 동녕(東寧) 영력(永曆) 32년
- 청(淸) 강희(康熙) 17년
- 일본(日本) 엔포(延宝) 6년
- 후 레 왕조(後黎朝) 빈찌(永治) 3년

## 기년
- 오주(吳周) 오삼계(吳三桂) 원년
- 동녕(東寧) 연평문왕(延平文王) 16년
- 류큐(琉球) 쇼테이왕(尚貞王) 10년
- 조선(朝鮮) 숙종(肅宗) 4년
- 청(淸) 성조 강희제(聖祖 康熙帝) 17년
- 후 레 왕조(後黎朝) 희종(熙宗) 3년

## 문화
- 허적에 의해 조선에서 상평통보를 주조하여 사용하다.

## 탄생
- 3월 4일 - 이탈리아의 작곡가 안토니오 비발디. (~1741년)
- 5월 3일 - 스페인의 상인, 해적 아마로 파고. (~1747년)
- 7월 26일 - 신성 로마 제국 황제, 헝가리와 보헤미아의 왕 요제프 1세. (~1711년)
- 12월 13일 - 중국 청나라의 5대 황제 옹정제. (~1735년)

### 미상
- 조선 후기의 문신 김담. (~1743년)